# Asma Hassannezhad
 (février 2023).
Asma Hassannezhad est une mathématicienne iranienne dont les recherches portent sur l'analyse géométrique, la géométrie spectrale, et la géométrie différentielle. Elle est maître de conférences en mathématiques pures à la School of Mathematics de l'université de Bristol, où elle est également membre de l'Institute of Probability, Analysis and Dynamics et de l'Institute of Pure Mathematics.

## Formation et carrière
Hassannezhad est titulaire d'un bachelor et d'une maîtrise de l'université de technologie de Sharif en Iran. Elle termine son doctorat en 2012, conjointement à l'Université Sharif, l'université de Neuchâtel en Suisse et l'université de Tours en France. Son mémoire, intitulé Bornes supérieures pour les valeurs propres d'opérateurs naturels sur les variétés riemanniennes compactes, a été co-encadré par Bruno Colbois de Neuchâtel, Ahmad El Soufi de Tours et Alireza Ranjbar-Motlagh de Sharif. 
Elle est maître de conférences en mathématiques pures à la School of Mathematics de l'université de Bristol, où elle est également membre de l'Institute of Probability, Analysis and Dynamics et de l'Institute of Pure Mathematics.

## Reconnaissance
Hassannezhad est la lauréate 2022 du prix Anne-Bennett « pour son travail exceptionnel en géométrie spectrale et ses contributions substantielles à l'avancement des femmes en mathématiques ». 